# Castaway on the Moon
Castaway on the Moon (김 씨 표류기, Kimssi pyoryugi) è un film del 2009 diretto da Lee Hae-jun.

## Trama
Kim Seung-geun, un uomo economicamente sul lastrico appena uscito da una relazione sentimentale, tenta di suicidarsi gettandosi da un ponte di Seul sul fiume Han, ma finisce su un isolotto disabitato, in mezzo al corso d'acqua: non sapendo nuotare e avendo la batteria del cellulare scarica, non può lasciare l'isola. Dopo le prime difficoltà nel trovare il cibo, Seung-geun riesce a coltivare alcune piante di mais, seminando le sementi contenute nel guano degli uccelli che popolano l'isola.
L'unica persona ad accorgersi di lui è Kim Jung-yeon, una ragazza hikikomori che vive segregata nella sua stanza i cui unici contatti col mondo sono internet e una macchina fotografica dotata di teleobiettivo con la quale osserva la luna e la città circostante. Incuriosita da Seung-geun, la ragazza trova il coraggio di uscire di casa con il supporto di un casco da moto sulla testa, si reca sul ponte e invia un messaggio all'uomo tramite una bottiglia di vetro. I due cominciano a comunicare in inglese: lei con le bottiglie di vetro, lui rispondendo scrivendo sulla sabbia.
Un giorno una tempesta colpisce Seul, mettendo in grande difficoltà Seung-geun e distruggendo l'unico amico che era riuscito a crearsi, uno spaventapasseri vestito dei suoi vecchi abiti. Il giorno seguente una squadra di manutenzione si reca sull'isola per ripulirla e, trovando l'uomo, lo riveste e lo riporta contro la sua volontà al porto della città. La ragazza vede l'accaduto e corre fuori di casa, alla luce del giorno, cercando di raggiungere l'amico. I due alla fine si incontrano di persona su un autobus.

## Distribuzione
In Italia è stato presentato nel 2010 al Far East Film Festival di Udine, dove ha vinto anche il premio principale. Il film è stato trasmesso in prima visione su Rai 4 l'8 gennaio 2013.

### Edizione italiana
La direzione del doppiaggio è a cura di Nicola Marcucci, mentre la traduzione dall'inglese dei dialoghi italiani è di Alessandro Budroni e Valeria Vidali, i quali rivestono anche il ruolo di doppiatori dei due protagonisti. L'assistente al doppiaggio è Valeria Vidali, mentre i fonici di doppiaggio e di missaggio sono rispettivamente Stefano Zacchi e Mauro Lopez; la sonorizzazione è stata eseguita presso la CTA.

## Riconoscimenti
- Hawaii International Film Festival 2009: NETPAC Award
- Far East Film Festival 2010: Audience Award Black Dragon, Audience Award
- Oslo Films from the South Festival 2010: Audience Award